# Variae (epistulae)
Variae (epistulae) sind eine Sammlung von Schriftstücken, die in der Kanzlei des spätantiken Ostgotenreichs in lateinischer Sprache erstellt wurden. Es handelt sich um Briefe der Ostgotenherrscher (hauptsächlich Theoderich) an benachbarte Herrscher und Personen und Personengruppen in Italien, um Edikte und Musterformulare. Gesammelt, herausgegeben und zumindest zum Teil verfasst hat sie Flavius Magnus Aurelius Cassiodorus Senator, der dem römischen Senatsadel angehörte und mehrere wichtige Positionen in der Verwaltung des Ostgotenreichs einnahm.
Cassiodorus erklärt den Titel (lateinisch varius ‚mannigfaltig, schillernd‘) mit der Vielfalt des Sprachstils, der den Adressaten angepasst sei.

## Aufbau und Zeitstellung
Die Variae sind eine Sammlung von 470 Schriftstücken zwei Vorreden, 369 Briefen, neun Edikten, 18 Beförderungsschreiben sowie 72 Musterformularen, gegliedert in 12 Büchern. Sie entstanden, während Cassiodorus in hoher Position für die ostgotischen Könige tätig war: 507–511 als Quaestor, 523–527 als Magister officiorum und 533–537 als Praefectus praetorio. Die Schriftstücke sind chronologisch angeordnet, wobei dieses Prinzip allerdings auch unterbrochen wird. Anfang und Ende jeden Buches werden mit einem Brief betont, der durch Schreiber und Empfänger, aber auch durch das Thema hervorragt. So beginnt Buch I mit einem Brief des Königs Theoderich an den oströmischen Kaiser Anastasios I.; Buch X endet mit den Briefen, in denen Witichis seine Herrschaft etabliert.

## Grundhaltung und Sprache
Cassiodorus entwarf das Bild eines Zusammenlebens von Goten und Römern in der friedlichen Prosperität Italiens, was vielleicht nicht ganz der Realität entsprach. Der Stil wurde von Historikern als „pompöse Obskurität“ und „schwulstige Phrasen“ beschrieben, entsprach aber der höfischen Kultur der Epoche. Cassiodorus schmückte seinen Text mit zahlreichen naturwissenschaftlichen Beschreibungen und benutzt dabei auch mehrfach die Naturalis historia des Plinius der Ältere. Literaturzitate verwendete er sparsam. Von den Dichtern, die zum römischen Bildungskatalog gehören, werden nur Cicero, Tacitus und Vergil einige wenige mal genannt. Die Sprache ist Spätlatein. Es haben sich grammatische Ungenauigkeiten eingeschlichen und es gibt auch zahlreiche Wortneubildungen.
Nur zwei gotische Lehnwörter werden genannt, der Karpfen = carpa und der saio. Dieser bezeichnet Sonderbeauftragte des Königs. Es handelt sich ausschließlich um Goten, denen die Eintreibung von Steuern, das Aufspüren von Schätzen, das Ausheben von Matrosen und vieles andere mehr aufgetragen wurde. Insgesamt 19 saiones werden namentlich genannt, und der Begriff wird darüber hinaus noch verwendet.

## Inhalt

### Briefe an auswärtige Potentaten
Besondere Beachtung haben die Briefe der ostgotischen Herrscher an andere Herrscher, hauptsächlich oströmische Kaiser, aber auch germanische Könige gefunden. Es handelt sich um 30 Briefe vom Jahr 508 (Theoderich an Anastasios I., I,1) bis zum Jahr 536 (Witigis an Justinian I., X,32). Die 18 Briefe an oströmische Kaiser sind hauptsächlich Ergebenheitsbekundungen und Nachsuche um friedliche Beziehungen. Es werden aber auch Informationen übermittelt, so teilt Amalasvntha den Tod ihres Sohnes und die Thronerhebung des Theodahadvs mit (534, X,1). In 11 Briefen an den oströmischen Kaiser Justinian und seine Frau Theodora suchen Theodahad und seine Frau Gudeliva das Verhältnis zu Ostrom zu verbessern. Interessant und rätselhaft ist die Aussage in Brief X,20 von Theodahad an Theodora:
Nam de illa persona, de quas ad nos aliquid uerbo titillante peruenit, hoc ordinatum esse cognoscite, quod uestris credidimus animis conuenire
„... man habe in Bezug auf jene Person, über die etwas durch ein verlockendes Wort zu ihm gelangt sei, angeordnet, was ihren Wünschen zu entsprechen scheine“
Dies könnte eine Übereinkunft von Theodora und Theodahad bezüglich der Ermordung Amalasvnthas andeuten.
Einen anderen Themenkreis hat Cassiodorus mit den 11 Briefen Theoderichs an germanische Eliten aufgenommen. Die Briefe sind adressiert an den Franken Chlodwig I. (507, III,1), den Westgoten Alarich II. (507, III,1), den Vandalen Thrasamund (511, V,43f) und Führer kleinerer germanischer Reiche. Thematisiert werden die Erhaltung des Friedens, die familiären Bindungen durch Heirat und Aufnahme als Waffensohn und der Austausch von Geschenken. Dieser findet in beide Richtungen statt. Das Begleitschreiben an den burgundischen König für zwei horologia, eine Sonnenuhr und eine Wasseruhr, ist genauso begeistert abgefasst wie der Dank an den Thüringerkönig für die Pferde, die er als Brautgabe für die Nichte Theoderichs gesandt hat.

### Buch I–IV –quaestor– 507 bis 511
Den größten zusammenhängenden Komplex bilden die Bücher I–IV, in denen Cassiodorus 191 Schreiben aus seiner Zeit als quaestor gesammelt hat. Sie bieten ein umfassendes Bild der Regierungstätigkeit der Jahre 507–511, in denen Theoderich der Große relativ gesichert und friedvoll über Goten und Römer herrschte. Ein wesentlicher Teil sind die Ernennungsschreiben, häufig als Paar an den Ernannten und den Senat der Stadt Rom. Die Ernannten sind zum Teil hochrangige und landbesitzende Senatsangehörige, aber auch Comites civitatum, die den führenden gotischen Kreisen entstammen. Die übrigen Briefe thematisieren, häufig im Zusammenhang mit Rechtsstreit, Fragen des Handels mit Getreide, Landbesetzung, Versorgung durchziehender Soldaten und vieles mehr. Die Spannweite reicht von einem Aufruf an alle Goten, zu den Waffen zu eilen und auch das Jungvolk mitzubringen (producite iuuenes uestros in Martiam disciplinam) (I,24) bis zum Lob des patricius' Quintus Aurelius Memmius Symmachus für seine Renovierung antiker Bauwerke (IV,51).

### Buch VI, VII
Zwischen das Buch V (523–526) und das zeitlich direkt anschließende Buch VIII hat Cassiodorus die zwei Bücher VI und VII eingeschoben, die 72 Briefentwürfe (formulae), hauptsächlich Ernennungen – zum Consul, Patricius, Leiter einer Waffenfabrik etc. – enthalten. Sie sind zeitlich nicht sicher einzuordnen, wenn auch Theodor Mommsen einige in das Jahr 511 datiert. Auch diese Briefe tragen den Schmuck antiken Wissens, etwa eine Beschreibung der Sieben Weltwunder (VII,15) und geben Einblick in das soziale Leben. So beantwortet das Formular VII,40 einen anscheinend öfter gestellten Antrag bezüglich „der Frau, welche angenehme Umarmung Dir verbunden hat ... die erwiesener Maßen dem Stand nach nicht gleichgestellt war, zur rechtmäßigen Gattin werde und die Söhne ... die Rechtstellung von Erben erlangen“.

### Buch V, VIII, IX (1–14) –magister officiorum– 523 bis 527
Der Konsul und spätantike Gelehrter Boethius wurde 522 zum magister officiorum ernannt. Schon 523 verlor er sein Amt und Cassiodorus wurde sein Nachfolger. Im Buch V sind 42 Dokumente aus dieser zweiten Amtszeit Cassiodorus’ von 523 bis zum Tod Theoderichs (526) gesammelt. Es wurde Cassiodorus zum Vorwurf gemacht, dass er den Prozess gegen Boethius und seine Verurteilung, die in dieses Zeitintervall fallen, nicht behandelt hat. Allerdings nehmen die Dokumente der Variae durchaus Bezug zum Zeitgeschehen, wie ein Vergleich mit dem Werk Der Trost der Philosophie des Boethius zeigt. So werden die römischen Beamten Decoratus, Cyprianus und Opilio, die Boethius herabsetzt (Der Trost der Philosophie, Buch I, 4.p. und Buch III, 4.p.), durch lobende Ernennungsschreiben geehrt (V, 3,4,40,41; VIII, 16,17).
Auch der Brief V,42, in dem sich Theodorus (Cassiodorus) vehement gegen die Tierhetzen (ludi crudeles) wendet, die immer noch in Rom im circo stattfinden, könnte gegen Boethius gerichtet sein. Dieser stilisiert sich nämlich, wegen des Konsulats seiner jugendlichen Söhne triumphierend im circo sitzend (Buch II, 3.p.)
Nach dem Tod Theoderichs entwirft Cassiodorus 8 Mitteilungen der Thronnachfolge für den noch kindlichen Athalarich an den Kaiser Julianus, den Senat der Stadt Rom, an Goten und Römer. Damit beginnt Buch VIII. Die Briefe betonen dessen Legitimation durch seine Abstammung von Theoderich und bekunden ein Streben nach Frieden und Wohlwollen. Mitten in Buch IX ist ein Zeitsprung. Cassiodorus hatte sein Amt 527 verloren. Dies wird in keiner Weise kommentiert, aber auf die Briefe 1–14, die aus den Jahren 526/527 stammen, folgt Brief 15 aus dem Jahr 533.

### Buch IX (15–20), X  –praefectus praetorio– 533 bis 540
Am 1. September 533 wurde Cassiodorus zum praefectus praetorio ernannt und behielt dieses Amt möglicherweise bis zur Kapitulation des Königs Witichis 540. Er verfasste sein eigenes Ernennungsschreiben (X, 24), in dem er sich nicht nur selbst rühmt, sondern auch seinen früheren Dienstherren König Theodorich, den „Philosophen im Purpur, mit dem er den Lauf der Sterne diskutiert habe“.
Die 35 Briefe von Buch X hat Cassiodorus nach dem Tod Athalarichs verfasst. Es handelt sich weitgehend um „außenpolitische“ Schreiben, alleine 15 an den oströmischen Kaiser Justinian und seine Frau Theodora (siehe Kap. 3.1). Anrührend sind die letzten Briefe, die von König Witichis stammen. In Brief 31 (Vniversis Gothis VVitigis rex, König Witichis an alle Goten) beruft er sich auf altgotisches Erbe:
... parentes nostros Gothos inter procinctuales gladios more maiorum scuto subposito regalem nobis contulisse praestante domino dignitatem
„... dass unsere gotischen Verwandten unter Schwertgeklirr im Felde nach Art der Vorväter durch Schilderhebung uns mit Zustimmung des Herrn die Königswürde übertragen haben“

### Buch XI, XII –praefectus praetorio– 533 bis 537
Die 69 Schreiben dieser beiden Bücher hat Cassiodorus ebenfalls als praefectus praetorio verfasst, aber in eigenem Namen. In der praefatio in Buch XI schreibt er, dass er, nachdem er 10 Bücher lang mit dem Mund des Königs gesprochen hat, nicht in eigener Person als unbekannt gelten möchte. Tatsächlich unterscheiden sich die Briefe in der Thematik kaum von den vorhergehenden, beinhalten ebenfalls Ernennungen, Steuerfragen, Anweisungen etc. Allerdings hat Cassiodorus einige Briefe auch in schriftstellerischer Hinsicht besonders sorgfältig gearbeitet, so die Schilderung von Landschaft und Erzeugnissen der Landschaft (XI,14 die Schönheit Liguriens / XII,12 der berühmte Wein seiner Heimat Bruttium). Auch naturwissenschaftliche Beobachtungen (XI,36 Umlaufzeit von Gestirnen, insbesondere Planeten / XII,25 Witterungsanomalien, wohl auf Grund eines Vulkanausbruches, die zur Hungersnot führen) schmücken seine Texte hier besonders.

## De anima
Seinen Briefen hat Cassiodorus die Abhandlung De anima (Über die Seele) beigegeben. Dies ist keine zufällige Zusammenstellung. Vielmehr war es ihm, wie er schon im Vorwort zu Buch XI schreibt, ein Anliegen, auf diese Weise, dem Wunsch seiner Freunde folgend, seine Einstellung zu christlichen/philosophischen Fragen zu zeigen.
Das Werk diskutiert die Grundfragen der Seele, ihre Art, Herkunft, Sitz im Körper und Schicksal nach dem Tod im Deutungszusammenhang der christlichen Lehre. Es endet auch mit einem christlichen Gebet.
Cassiodorus konnte auf zahlreiche christliche Autoren zurückgreifen. Er zitiert u. a. Tertullian (De anima), Lactantius (De opifcio Dei), Claudianus Mamertus (De statu animae), aber insbesondere mehrere Schriften des Augustinus von Hippo. Er verfügt aber frei über seine zum Teil kontroversen Quellen, zitiert nicht wörtlich und bildet unterschiedliche Zusammenhänge.
Auch nicht-christliches Gedankengut zieht Cassiodorus heran: Die Definition der Kardinaltugenden (Kapitel VII, De virtutibus eius moralibus) ist fast wörtlich Cicero (De inventione, II 53–54) entnommen.

## Überlieferung
Die Variae sind eine positive Dokumentation der gotischen Herrschaft in Italien, gedacht für eine Leserschaft in Rom, Konstantinopel, Ravenna ... Inwieweit die Schrift ihr Publikum erreichte, muss dahingestellt bleiben. Es haben sich keine frühmittelalterlichen Manuskripte und auch keine Zitierungen erhalten. Zwar listet Theodor Mommsen im Prooemium seiner Ausgabe des Werkes 111 Handschriften auf (davon nur wenige vollständig), aber diese beruhen alle auf einem Codex vom Ende des 10. Jahrhunderts und stammen selbst aus dem 12. bis 14. Jahrhundert.
Im Jahr 1533 gab der italienische Gelehrte Mariangelus Accursius die erste Edition heraus, die der damals in Deutschland lebende Humanist an Kardinal Albrecht von Brandenburg widmete. 1894 veröffentlichte Theodor Mommsen seine Edition. Die erste vollständige Übersetzung der Varien in eine moderne Sprache war die in sechs Bänden veröffentlichte italienische Version von Andrea Giardina. 2019 erschien die erste vollständige Übersetzung der Varien ins Englische. Am umfangreichsten war lange Zeit die Übersetzung von Samuel J. B. Barnish ins Englische (etwa 1/3 des Textes). Das ist umso überraschender, als das Werk vielfältig als Quelle für geschichtliche Arbeiten herangezogen wurde und wird. Der Historiker Ferdinand Gregorovius etwa spricht von der „unschätzbaren Sammlung der Verfügungen Theoderichs“ (1859). Der Althistoriker Wilhelm Enßlin (1885–1965) belegt sein Werk Theoderich der Große ebenso mit zahlreichen Zitaten aus den Variae wie Frank M. Ausbüttel sein gleichnamiges Buch (2003).

## Textausgaben und Übersetzung
- Samuel J. B. Barnish: The Variae of Magnus Aurelius Cassiodorus Senator (= Translated Texts for Historians. Band 12). Liverpool University Press, Liverpool 1992, ISBN 978-0-85323-436-4.
- Briefe des Ostgotenkönigs Theoderich der Große und seiner Nachfolger. Aus den „Variae“ des Cassiodor. Eingeleitet, übersetzt und kommentiert von Peter Dinzelbacher. Mattes, Heidelberg 2010, ISBN 978-3-86809-033-8.
- Åke Josefsson Fridh: Magni Avrelii Cassiodori Senatoris Variarvm libri dvodecim (= Corpus Christianorum. Series Latina. Band 96). Brepols, Turnhout 1973.
- Friederike Gatzka: Cassiodor, ›Variae‹ 6: Einführung, Übersetzung und Kommentar. De Gruyter, 2019, ISBN 978-3-11-059546-8.
- J. W. Halporn: Magni Avrelii Cassiodori Senatoris De anima (= Corpus Christianorum. Series Latina. Band 96). Brepols, Turnhout 1973.
- Theodor Mommsen (Hrsg.): Auctores antiquissimi 12: Cassiodori Senatoris Variae. Berlin 1898 (Monumenta Germaniae Historica, Digitalisat) Berlin 1894.